# Aben Humeya

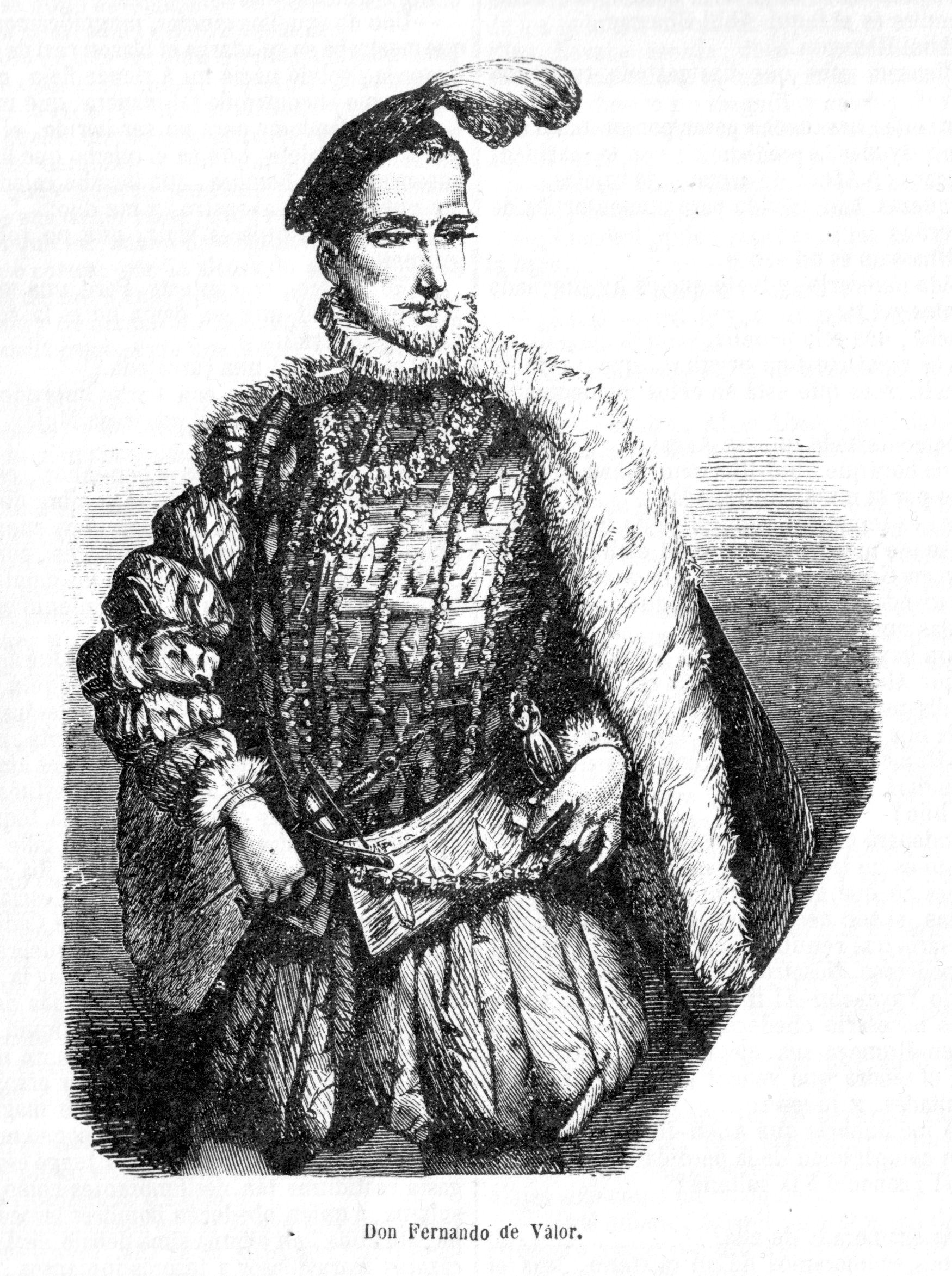
Aangenomen portret van Fernando de Válor, Aben Humeya, volgens een gravure uit de roman Los Monfíes de las Alpujarras (1859) van Manuel Fernández y González.

Abén Humeya (Arabisch محمد بن أمية Muhammad ibn Umayya) (Válor, 1502 - Láujar de Andarax, 20 oktober 1569) was de laatste Moorse koning in de Andalusische Alpujarras ten tijde van de opstand van Moriscos in 1568.

## Biografie
Abén Humeya kwam uit een voorname Moorse familie die teruggaat tot de Omajjadendynastie van Córdoba en tijdens de Reconquista met geweld bekeerd werd tot het christendom. Daarom droeg hij de christelijke geboortenaam Fernando de Córdoba y Válor. Hij was lid van de gemeenteraad van Granada.
De onderdrukking van de Moriscos leidde in 1568 tot een laatste Morisco-opstand in de regio Alpujarra. Met Kerstmis 1568 stonden de cryptomoslims van het voormalige emiraat Granada op en vermoordden de christelijke inwoners van de dorpen in de Alpujarras. Ze maakten Abén Humeya tot hun leider en riepen hem uit tot koning. Hij werd in februari 1569 gekroond in een olijfgaard in Cadiar. Abén Humeya bracht Turken, zeerovers en barbaresken binnen voor steun. Hij wantrouwde ze echter en meldde ze aan zijn neef Abén Aboo. Hij maakte ook vijanden omdat hij andere vrouwen nam, naast de vier vrouwen die hij had gehuwd nadat hij koning was geworden.
In oktober van hetzelfde jaar werd hij het slachtoffer van een samenzwering die hem fataal werd in Láujar de Andarax, ten oosten van Ugijar. Zijn tegenstander Juan van Oostenrijk liet zijn lichaam later overplaatsen naar Guadix. Abén Aboo werd zijn opvolger als leider van de Moriscos.